# Yucie la pequeña princesa
Yucie la pequeña princesa (ぷちぷり＊ユーシィ Puchi Puri Yūshī) es una serie de anime que fue producida por Gainax, transmitida desde el 2002 al 2003. Esta historia de 26 episodios se centra en Yucie, una chica de 17 años maldecida por un hechizo que provoca que aparente tener 10 años. Este hechizo afecta también a sus amigas que, junto con Yucie, están destinadas a ser candidatas a Princesa de Platino. La Princesa de Platino, de la que se dice que solo aparece una vez cada mil años, recibe la Diadema Eterna que concede un único deseo, pero solo para aquella que sea juzgada como digna, es decir, con un corazón puro. El anime estaba licenciado por ADV films en Norte América. Pero desde el 1 de septiembre de 2009, la serie está autorizada por el sucesor de ADV, AEsir Holdings, con la distribución de Section23 Films.

## Resumen de la trama
Yucie, la pequeña princesa cuenta las aventuras de Yucie, una chica que es admitida en la prestigiosa Academia de Princesas cuando es tentada por la luz de la Diadema Eterna, momento en que se encuentra con la reina Ercell. La academia alberga estudiantes femeninas de la realeza y la nobleza de todo el mundo para aprender magia, etiqueta, defensa, arte y música. Allí, la protagonista vive muchas experiencias en su misión por conseguir los diferentes fragmentos de la Diadema Eterna repartidos entre los cinco mundos del universo de la serie, con la esperanza de convertirse algún día en la Princesa de Platino, elegida cada mil años. Yucie, juntamente con las otras cuatro candidatas de Platino que, en un principio son sus rivales pero con el tiempo entablan una amistad, deben crecer respecto a la bondad de su corazón para conseguir ser dignas de la Diadema. Dicha bondad se acumula en sus respectivos collares que se les son otorgados al principio cuando las eligen como candidatas. A pesar del estilo de vida tan común que tiene Yucie, en realidad es la hija de un noble y antiguo héroe que se retiró a la vida del campo cuando la adoptó, que fue encontrada por él en el campo de batalla cuando tan solo era un bebé. 
Las candidatas a Princesa de Platino tendrán que conseguir las flores de cristal de cada mundo: el humano, el demonio, el de los ángeles en el cielo, el de los fantasmas y el de las hadas. Debido al destino, cada candidata es representativa de uno de los mundos. Como dice la leyenda, cuando la Diadema Eterna se completa, esta tendrá que seleccionar a las candidatas que sean dignas de poder convertirse en la Princesa de Platino. Es desconocido tanto por el espectador como por los personajes hasta el final de la serie el trágico e inevitable destino de la Diadema Eterna para su Princesa de Platino y el resto de candidatas. 
Persiguiendo ciegamente su deseo de toda la vida, que es crecer y ser tratada y respetada como una adulta, Yucie debe probar su valor a la Diadema y realizar varios trabajos como parte del plan de estudios especial de la Academia, como hacer de niñera de una gran bola esponjosa, vigilar una antigua iglesia, ayudar en una pastelería y velar por los niños de una guardería en un pícnic. Las actividades parecen fáciles al principio pero los problemas incrementan en cada episodio cuando han de conseguir las flores de cristal de todos los mundos del universo de la historia, que sirven para abrir el paso al Juicio Final donde se escogerá a la Princesa de Platino, además de para probar su valía e incrementar el poder de sus corazones. Las chicas deben superar todos los obstáculos y completar sus actividades, sin importar su dificultad con sus pequeños cuerpos. Los espectadores más tarde descubren que todas las candidatas tienen la misma maldición sobre estar atrapadas en un cuerpo de 10 años teniendo 17, y su rivalidad pronto se transforma en admiración por la determinación del resto a la hora de luchar por su objetivo en común. Cada una de ellas tiene una razón para querer ser desesperadamente la Princesa de Platino.
Paralelamente, Yucie trata de encontrar pistas sobre su príncipe del mundo humano, que una vez en el pasado la salvó mientras ella estaba perdida en el bosque. En ese entonces estaba buscando la Sunset Blossoms, una rosa anaranjada que desde ese momento guarda en las páginas de un libro. Yucie sueña con encontrarse en persona con el príncipe Arc para agradecérselo. Como sus recuerdos están borrosos y con el paso del tiempo no puede saber su aspecto actual, cuando se encuentra con un hombre llamado Arc durante su trabajo de vigilancia en la iglesia no es capaz de reconocerle y tiene sentimientos encontrados. Arc es grosero, condescendiente e insensible a primera vista pero ella se siente atraída por él de alguna forma. Finalmente, su identidad se confirma como la del verdadero Príncipe Arrow del mundo humano, que suele fugarse habitualmente para investigar sobre la identidad de su padre. Para ello, busca información sobre la Diadema, ya que sospecha que su padre es en realidad el héroe legendario que recompuso la Diadema, que a su vez se trata del padre adoptivo de Yucie, Gunbard. Este nunca llega a confirmar su parentesco con el príncipe aunque el espectador lo sobreentiende.
Como las chicas continúan creciendo emocionalmente, sus colgantes de candidatas a Princesa de Platino crecen en belleza y brillo, reflejando cuánta sabiduría han obtenido. Hacia el final de la historia Yucie, Arc, y el resto de candidatas se dan cuenta por qué la princesa del mundo de las hadas, Beth, que es la última en unirse al grupo, no cooperaba. Pues revela que su padre, consecuentemente el Rey del Mundo de las Hadas, está muriendo a causa de Diabolos. Las chicas deciden apoyar a su amiga y salvar el Reino de las Hadas ayudándola a derrotar a Diabolos, que también amenaza con destruir la existencia del resto de mundos. Con la combinación de la ayuda de sus seguidores y amigos, las cinco lo consiguen gracias a su poder obtenido como candidatas. No obstante, Arc sale malamente herido de la batalla.
El final de la historia comienza con el Juicio Final, en el cual aparece una misteriosa hechicera que juzga y vela por la elección de la Diadema. El actual y único deseo de Yucie es salvar al príncipe con el poder que le otorgaría la Diadema al convertirse en Princesa de Platino.
Cuando entran en el lugar donde se lleva a cabo el Juicio Final, Yucie y sus amigas se encuentran con una misteriosa figura, tapada con una capa marrón hecha jirones. Las candidatas Glenda, Beth, Cocoloo y Elmina, por amistad a Yucie, renuncian a ser candidatas dejándola como única opción para que esta pueda salvar al príncipe Arc, herido en la batalla contra Diabolos, a través del deseo a la Diadema Eterna. La Diadema acepta a Yucie como Princesa de Platino. Sin embargo, las chicas se enteran de que las candidatas no elegidas por la Diadema desvanecerán. Por ello, Yucie rechaza convertirse en Princesa de Platino y les asegura a las otras candidatas que está decidida a salvar al Príncipe de alguna otra forma, pues no es capaz de sacrificar a sus amigas en el proceso.
Tras pensárselo detenidamente un tiempo en un mundo vacío en ruinas en el que aparecen tras el Juicio Final, Glenda, Cocoloo, Elmina y Beth le piden a la maga misteriosa si puede borrar los recuerdos que Yucie tiene de ellas, y de esa forma pueda volver al Mundo Humano a tiempo para salvar al príncipe. En la despedida, Glenda, que probablemente sea la rival más fuerte de Yucie durante toda la serie, le pide que nunca se olvide de seguir siendo tan alegre. Después de que Yucie se marche, Cocoloo dibuja en la pared un retrato de ellas cinco en memoria de su amistad. A continuación, se desvanecen juntas dándose de la mano.
Yucie vuelve para salvar al Príncipe Arrow y, tras hacerlo, se desmaya por agotamiento. La Diadema Eterna desaparece después de que su dueña pida su deseo por el poder inmenso del corazón de la portadora. Se trata de una historia caracterizada por el Eterno Retorno, es decir, que se va repitiendo. Yucie despierta con el sentimiento de que ha perdido algo importante, pero no puede recordar el qué. Su padre, Gunbard, se siente responsable por su miseria, ya que fue el que recompuso la Diadema Eterna y provocó que se restableciera la leyenda. Con la ayuda de todos los padres de las candidatas desaparecidas, abren un portal al lugar del Juicio Final, para que de esta manera Yucie y Arc puedan recuperar lo que la protagonista ha perdido.
Yucie se enfrenta una vez más a la figura de identidad misteriosa, y le pide que le devuelva lo que le pertenece. En este momento, los espectadores descubren que el mundo vacío en ruinas, el lugar del Juicio Final, es en realidad el Mundo de la Magia, el sexto reino del universo de la historia. Se averigua también la identidad de la maga misteriosa, pues fue una candidata a Princesa de Platino hace mil años y la princesa del Reino de la Magia, que renunció a la Diadema para salvar a sus amigas, pero las perdió junto a su mundo destruido como resultado.
Yucie se encuentra con el dibujo en la pared que hizo Cocoloo sobre ellas cinco, que rompe el hechizo de la maga que mantenía sellada su memoria. La princesa del Mundo de la Magia culpa a Yucie por no aceptar su destino, pero ella le explica lo importante que son las amigas, ya que son su verdadera fuerza, y recuerda todos los momentos que compartió con cada una de ellas. Con el poder que le fue concedido como Princesa de Platino, sus lágrimas brillan en el suelo, causando un milagro.
Todos los espíritus del Reino de la Magia rodean a Yucie y es capaz de escucharlos. Le explica a la princesa del Reino de la Magia que todos los que murieron allí siguen queriéndola, que siempre han estado a su lado durante esos mil años y que nunca se arrepintieron de luchar junto a ella hasta el final. La princesa del Reino de la Magia se da cuenta de que ella nunca ha estado sola y de que Yucie ha tomado la decisión correcta tratando de salvar a sus amigas. El poder de Yucie cubre el suelo con la flor de cristal del Reino de la Magia, que va a parar a las manos de su princesa. El sexto y último fragmento es añadido a la Diadema Eterna. Juntas, Yucie y la princesa del sexto mundo, combinan sus fuerzas para realizar otro deseo. El Reino de la Magia finalmente colapsa después de que su princesa, sonriendo de dicha, se desvanezca.
Al final, Yucie se reencuentra con sus amigas. En el epílogo, Yucie sueña que se casa con Arc. Se despierta con el grito de sus amigas, que la llaman para ir a clase, pues son readmitidas en la Academia de Princesas. Cuando Yucie se prepara para ir a clase, se ve como la pared marcada con la altura de la protagonista ha aumentado el número de líneas, ya que la maldición finalmente se ha roto.

## Mundos del Universo de la serie
Mundo Humano
Es el mundo de Yucie. En este mundo se encuentra la Academia de Princesas a la que asisten el resto de candidatas y miniprincesas. La reina Ercell y el Príncipe Arrow reinan en este mundo. El color que lo representa es el naranja tanto en la Diadema Eterna como en la flor de cristal, que consiguió Yucie tras preferir proteger la vida de unas hadas en lugar de quedarse en la Academia de Princesas en una discusión con Glenda (capítulo 2).
Mundo Demonio
Es el mundo donde vive Glenda, la princesa de este mundo. De allí proceden toda clase de demonios como los Kobolds (demonios perro). Este mundo se muestra en el capítulo 7, cuando luchan por conseguir la flor de cristal a través de la batalla con un demonio gato. El Rey Demonio reina por su cuenta porque la Reina Demonio se separó de él debido a su actitud débil y afectuosa en lugar de estricta, aterradora y poderosa que debería caracterizar a un Rey Demonio. El color que representa a este mundo es el rojo tanto en la Diadema Eterna como en la flor de cristal.
Mundo de los Espíritus
Es el mundo de donde procede Cocoloo y, además, es su princesa al ser hija del Rey de los Espíritus, al cual siempre se lo identifica por un libro flotando. Es debido a su procedencia por lo que Cocoloo muchas veces pasa desapercibida al tener relación con los fantasmas, incluso tiene la habilidad de traspasar objetos materiales como paredes o a las propias personas. Este mundo se muestra en el capítulo 22. El color que representa a este mundo tanto en la Diadema Eterna como en la flor de cristal es el azul.
Mundo del Cielo
Elmina es la candidata que procede de este mundo y su princesa. Su padre, el Rey del Cielo y como Dios que es, no tolera los errores ni la imperfección, por lo que es extremadamente estricto con su hija con el objetivo de que sea perfecta. De hecho, los servidores del Mundo del Cielo son robots para evitar los desafortunados errores humanos. Este mundo se muestra en el capítulo 12. El color que caracteriza este mundo tanto en la Diadema Eterna como en la flor de cristal, conseguida por Elmina en el mismo capítulo con la ayuda de sus amigas, es el rosa.
Mundo de las hadas
Beth es la candidata que procede de este mundo y su princesa. Su padre se encuentra transformado en un árbol con el objetivo de mantener encerrado a Diabolos, un ser que trata de destruir su mundo. Beth accede a ser candidata para pedirle a la Diadema Eterna que salve a su padre. Este mundo plagado de bosques, seres mágicos como hadas y animales parlantes se muestra en los capítulos 17 y 23, el primero para obtener la flor de cristal (conseguida por Cocoloo) y la segunda en la batalla contra Diabolos. El color que representa este mundo tanto en la Diadema Eterna como en la flor de cristal es el verde.
Mundo de la Magia
Es el sexto mundo del universo de la serie, que permanece oculto al espectador hasta el final. Se descubre en el capítulo 25 y 26, cuando Yucie, tras el Juicio Final, aparece junto al resto de candidatas en este mundo en ruinas y debe decidir entre salvar al Príncipe Arrow o que sus amigas sobrevivan, pues es la misma situación que vivió Margazareth, la entidad hasta entonces misteriosa que se encargaba de escoger a la Princesa de Platino. Al igual que Yucie, tampoco supo hasta el último momento que aceptar la Diadema Eterna suponía que el resto de candidatas desaparecieran, por lo que la rechazó, provocando la destrucción de su mundo por el poder de la Diadema Eterna. Es al enterarse de este hecho cuando las amigas de Yucie deciden sacrificarse en su nombre. Yucie finalmente con la ayuda de los padres de las candidatas, el suyo propio y Drago consigue regresar a este mundo junto a Arc para recuperar a sus amigas y la misteriosa entidad le explica su historia. Finalmente, Yucie le hace ver que sus amigos siempre han estado a su lado. Es entonces cuando aparece la flor de cristal de ese mundo y se vuelve a completar la Diadema Eterna. Margazareth y Yucie le vuelven a pedir un deseo y es cuando regresan el resto de candidatas. El color que representa a la Diadema Eterna y la flor de cristal del Mundo de la Magia es el amarillo.

## Personajes

### Candidatas a Princesa de Platino
Yucie (ユーシィ Yūshii)
Voz por: Maria Yamamoto (Japonés) Rachel Rivera (Inglés); Belén Rodríguez (Castellano)
Similar a la tradición de Princess Maker, Yucie fue encontrada de bebé por el caballero Gunbard después de una batalla, convirtiéndose en su hija adoptiva. Debido a una maldición desconocida, paró de crecer a los 10 años, pareciendo una niña a pesar de que en el presente de la historia tenga 17. Yucie es muy alegre, buena persona y sociable, pero alberga un fuerte deseo por romper la maldición y convertirse en adulta. Una de las razones por las que lo desea es porque siendo pequeña en tamaño se siente un obstáculo para el resto. Yucie se convierte en una candidata a Princesa de Platino después de ver la luz de la Diadema Eterna, que no es visible para el resto, en una de las torres del castillo del Mundo Humano. Durante la serie también se dice que es la princesa del Mundo Humano, visto en el último episodio. Su padre adoptivo, Gunbard, la reconoce como la princesa del castillo que colapsó durante la última batalla en la que estuvo involucrado antes de acogerla, ya que la vio descendiendo en el bosque cerca de sus ruinas. Cuando Yucie conoce a Arc, enfurece cuando la llama Doña Frente pero se enamora de él tiempo más tarde. Ella finalmente reconoce a Arc como el príncipe que la salvó cuando era pequeña. Al final de la serie sufre un dilema porque debe escoger entre salvar al príncipe o a sus amigas, pero son estas últimas las que se sacrifican por ella. No obstante, Yucie consigue recuperarlas.
Glenda (グレンダ Gurenda)
Voz por: Yuki Matsuoka (Japonés); Kelley Huston (Inglés); Rocío Azofra (Castellano) 
Como princesa del Mundo Demonio (en el infierno), Glenda es competitiva y tiene grandes poderes mágicos. Inmediatamente se enfrenta con Yucie, su rival como candidata a Princesa de Platino. Glenda es una ególatra que a menudo se refiere a sí misma como “elegante” y “fantástica”, también es egoísta, celosa y temperamental. Pero tiene un lado dulce que siempre trata de esconder que empieza a revelarse cuando van al Mundo Demonio y los Kobolds (demonios perro) le dan la bienvenida. Además, acaba siendo una gran amiga de Yucie (incluso en ocasiones sobre protegiéndola) a pesar de que se niegue a admitirlo. A través de su amistad con sus nuevas amigas, ella empieza a confiar y disfrutar verdaderamente de los momentos con ellas. Como el resto de las candidatas, a pesar de tener 17 sigue pareciendo una niña de 10 años. Desea convertirse en la Princesa de Platino para poder ser adulta. Cree que si crece , su padre haría su trabajo como Rey del Mundo Demonio adecuadamente, su madre volvería y ella tendría el poder de proteger a todos los demonios del Mundo Demonio.
Cocoloo/Cocolú (ココルー Kokorū)
Voz por: Yukari Fukui (Japonés); Monika Bustamante (Inglés); Inés Blázquez (Castellano) 
Cocoloo es una chica tímida, modesta y gentil que pronto se convierte en una de las amigas más cercanas a Yucie. También es una estudiante en la Academia de Princesas, más tarde se revela que es la princesa del Mundo de los Espíritus. Es a veces ignorada y sobre pasada por Yucie y Glenda cuando discuten, lo que causa que Cocoloo se lamente diciendo “que no tiene presencia después de todo” irónicamente, ya que es la princesa de los Espíritus. Sin embargo, Cocoloo es amable y alentadora hacia sus amigas, lo que hace que de muy buena impresión a todos los que la conocen. Como el resto de candidatas sufre la maldición que causa que siga aparentando 10 años, aunque tenga 17. Debido a su identidad como espíritu, casi todos los ataques físicos son inútiles contra ella, como se puede apreciar en el capítulo en el que se enfrentan a Diabolos, cuando un tentáculo suyo trata de atacarla en vano.
Elmina/Helmina (エルミナ Erumina)
Voz por: Ayako Kawasumi (Japonés); Leigh Anderson Fisher (Inglés); Carolina Tak (Castellano) 
Como Princesa del Cielo, Elmina tiene alas y lleva una túnica blanca. Es muy estudiosa e impasible, incluso a veces parece que carece de emociones por su voz monótona. Desde que era más joven, su estricto padre (el Rey del Cielo) no tolera las imperfecciones, por lo que Elmina trata con todas sus fuerzas ser perfecta. Esto conlleva que sea muy exigente consigo misma cada vez que comete un error. Una vez que ha se equivocado, se deprime y pierde la confianza de seguir adelante por la memoria de la desaprobación de su padre y los ciudadanos del Reino del Cielo. No obstante, con las nuevas amistades que hace en la Academia de Princesa con las otras candidatas a Princesa de Platino, Elmina aprende lentamente a ser más segura y a no rendirse, incluso cuando falla. Elmina es también la más alta de las cinco candidatas, pero también sufre la maldición de aparentar 10 años teniendo 17.
Beth (ベス Besu)
Voz por: Fumiko Orikasa (Japonés); Lee Eddy (Inglés); Carmen Podio (Castellano) 
Beth es la princesa del Mundo de las Hadas y, como tal, tiene grandes poderes mágicos gracias a su gorro. A pesar de ser una candidata más de la Academia de Princesas, no asiste a las clases regularmente como el resto después de que una fuerza maligna llamada Diabolo amenace con destruir su mundo. Además, al principio se muestra recelosa al hacer amigos y al confiar en el resto de candidatas. Con el objetivo de salvar su mundo y a su padre, el árbol que trata de mantener encerrado a Diabolos, está decidida a convertirse en Princesa de Platino. Para ello, llega a secuestrar a Cocoloo para forzarla a renunciar a su candidatura, por lo que acaba convirtiéndose en enemiga del resto de candidatas. Debido a su actitud, los ciudadanos del Mundo de las Hadas la consideran peligrosa. Sin embargo, tras varios encuentros con las candidatas acaba por aceptar su amistad y entregar su confianza, sobre todo a Cocoloo. Diabolos es finalmente derrotado con la unión del poder de las cinco candidatas. Tras la batalla, Arc resulta herido por proteger a Yucie. Como el resto de candidatas, Beth sufre la maldición de aparentar 10 años teniendo 17.

### Personajes Secundarios
Gunbard (ガンバード Ganbādo)
Voz por: Kenyuu Horiuchi (Japonés); Robert Matney (Inglés); Luis Vicente Ivars (Castellano) 
Es la persona que encuentra a Yucie de bebé en medio de su última batalla dónde decide acogerla como a su hija. En el pasado fue un caballero legendario que recompuso la Diadema Eterna para conseguir elevar su estatus y casarse con la Reina Ercell, pero para cuando volvió la reina ya había tenido que casarse por obligación y dado a luz a un hijo a pesar de sus sentimientos hacia Gunbard. Desde que adopta a Yucie, se dedica a cuidarla, a cocinar y ocuparse de la casa. Existe la posibilidad de que Gunbard sea el padre del Príncipe de Arrow,  aunque lo niega para que Arc siga considerando al difunto rey como su verdadero padre, ya que fue quien realmente lo crio. Nunca se le ha visto con los ojos abiertos excepto cuando encuentra a Yucie en el bosque. Es un hombre amable, alegre y de actitud positiva. Solo adopta una actitud seria cuando se entera de que Yucie ha perdido a sus amigas. Viven en una casa junto al río que construyó en el pasado para él y la reina.
Cube (キューブ Kyūbu)
Voz por: Tomo Saeki (Japonés); Josh Meyer (Inglés); Mariano García (Castellano) Se trata de un demonio y un fiel servidor de Yucie y su padre, Gunbard. Cube es capaz de invocar objetos mágicos a cambio de dinero, lo que saca a Yucie de más de un apuro. Es uno de los mejores amigos de Yucie, ya que siempre está a su lado para servirla. Durante la historia, el espectador se da cuenta de que era originariamente servidor de la familia de Glenda, pero fue exiliado por la Reina del Infierno por razones desconocidas. Fue encontrado por Gunbard y les ha servido desde entonces.
Reina Ercell (エルセル女王 Eruseru Ojōu)
Voz por: Kikuko Inoue (Japonés); Cyndi Williams (Inglés); Mercedes Espinosa (Castellano) 
La Reina Ercell, además de ser la reina, es también la directora de la Academia de Princesas y la protectora de la Diadema Eterna. Es la encargada de encontrar a las candidatas a Princesa de Platino y guiarlas en sus misiones. Gunbard fue realmente su primer amor hace muchos años y vuelve a saber de él al conocer a Yucie. Gunbard es el caballero que juntó los trozos de la Diadema Eterna viajando por los 5 mundos con el objetivo de poder casarse con Ercell. Pero para cuando volvió, ella ya estaba casada.
Arc (アルク Aruku)
Voz por: Takayuki Yamaguchi (Japonés); Joey Hood (Inglés); Blanca Rada (Castellano) 
Aunque al principio se trata de un hombre misterioso que aparece envuelto en una capa picando a la puerta de la iglesia en la que Yucie y Cocoloo estaban vigilando en una de sus tareas como candidatas, se trata del verdadero Príncipe Arrow, hijo de la Reina Ercell, que una vez de pequeño salvó a Yucie. Resulta que estaba siendo perseguido por la guardia real. Aunque Yucie se muestra muy reacia hacia él debido al apodo que le pone de ”Doña Frente”, acaba sintiéndose atraída por él. Arc salva heroicamente a Yucie cuando un demonio procedente del Mundo Demonio les ataca. Tras darle en diversas ocasiones besos en la frente, acaba besándola en los labios, hecho que fue presenciado por el resto de candidatas. Por otro lado, Arc busca a la persona que reconstruyó la Diadema Eterna con el objetivo encontrar a su verdadero padre. A lo largo de la historia se ven sus sentimientos hacia Yucie, se confirma cuando es herido protegiéndola de Diabolos en el Mundo de las Hadas. Finalmente, Yucie utiliza la Diadema Eterna con la ayuda del poder de su corazón para salvarle.
Gaga ( ガ ガ )
Voz por: Kouji Ishii (Japonés); Jason Liebrecht (Inglés); José María Carrero (Castellano) 
Es el servidor de Glenda. Es un demonio-gato muy alto, pelo plateado y vestido siempre de negro. Este personaje siempre es leal, se esfuerza por complacer a Glenda y a menudo duerme a la gente cuando explica qué es ser realmente un buen mayordomo. Además, tiene la habilidad de transformarse en un gato negro con pequeñas alas. Gaga reemplazó a Cube como mayordomo cuando fue desterrado por la Reina Demonio. Gaga le odia por su ausencia en el Mundo Demonio y por no ser un leal servidor como él.
Chawoo/Chau (チャウ Chau)
Voz por: Chiaki Maeda (Japonés); Shawn Sides (Inglés) Ana San Millán (Castellano) 
Es el mayordomo de Cocoloo. Chawoo es un fantasma que se esconde a menudo entre las sombras, por lo que las otras candidatas no lo conocen hasta más adelante. Es leal a Cocoloo y siempre la defiende en todos los sentidos. Sin embargo, siendo tan devoto a Cocoloo en ocasiones ha llegado a exagerar sus logros o transformarse en ella para tratar de hacerla valer. Como por ejemplo en el episodio donde aparece el pintor Nikolai en busca de una modelo.
Belbel (ベルベル Beruberu)
Voz por: Tomoko Kaneda (Japonés); Larissa Wolcott (Inglés); Blanca Rada (Castellano) 
Se trata de una pequeña hada al servicio de Beth. A pesar de ser leal a ella, intenta que se lleve bien con el resto de candidatas, lo que al final da resultado.
Balizan (バリザん Barizan)
Voz por: Tomohiro Nishimura (Japonés); Robert Fisher (Inglés); Alfredo Martínez (Castellano) 
Este robot dorado está al servicio de Elmina, además, actúa como un padre para ella, ya que el Rey del Cielo a menudo es demasiado estricto con ella en su esfuerzo de que sea perfecta.
Drago
Voz por: Kousei Yagi (Japonés); Guy Harvey (Inglés) Eugenio Barona (Castellano) 
Se trata de un viejo dragón gris que vive en un lago cerca de la vivienda de Yucie, pues son amigos. Se revela a lo largo de la serie que era un residente del Mundo Demonio, pero al final se mudó al Mundo Humano cerca de Gunbard. Su cuerpo entero se revela cuando atacan a Diabolos junto a Arc. Además, le acompaña un pequeño dragón llamado Jing.
Rey Demonio (El Demonio)
Voz por: Kenji Utsumi (Japonés); David Frank Jones (Inglés); Eugenio Barona (Castellano) 
Es el padre de Glenda, amable y alegre. Es extremadamente cariñoso, desafortunadamente para Glenda, que quiere que su padre sea un líder estricto y poderoso como el rey que es. Por esta razón, la Reina Demonio se separó de él. Además tiene una colección de orbes que contienen recuerdos de los logros de su hija. Ni siquiera sabe que Cube fue expulsado del Mundo Demonio. Siempre sufre dolores de espalda, por lo que Cube le hace masajes.  
Rey del Cielo (Dios)
Voz por: Iemasa Kayumi (Japonés); Ev Lunning, Jr. (Inglés); Luis Vicente Ivars (Castellano) 
Es el estricto padre de Elmina. Quiere que su hija sea perfecta, hasta el punto de sentirse decepcionado por sus fracasos. Pero finalmente sonríe cuando lee una carta de Elmina que explica sus progresos en la Academia de Princesas, mostrando que realmente se preocupa por ella.
Rey de las hadas
Voz por: Yoshito Yasuhara (Japonés); Christopher Loveless (Inglés); Alfredo Martínez (Castellano) 
Es el padre de Beth. Con el objetivo de proteger el Mundo de las Hadas, se transforma a sí mismo en un árbol gigante para encerrar a Diabolos dentro de sí mismo. Se revela su verdadera forma, un hombre de pelo verde, cuando se reúne con su hija para explicarle que tendrá que reposar tras la victoriosa batalla.
Rey de los espíritus
Es el padre de Cocoloo. Se le ve siempre tras un libro.
Frederik
Voz por: Hiroaki Hirata (Japonés); Jose Hernandez (Inglés);
Es el guardia personal de la Reina Ercell, habitualmente encargado de buscar al príncipe Arc. Es leal y confiable, normalmente deja al príncipe que haga lo que quiera, incluso dejarle a él y a Yucie escapar.
Margazareth
Voz por: Chisa Yokoyama (Japonés); Ellie McBride (Inglés)
Se trata de una misteriosa entidad que vela por las candidatas de Princesa de Platino y pone a la Reina Ercell de mediadora. Al final, se revela que se trataba de una candidata a Princesa de Platino y, a su vez, de la última superviviente del sexto reino del universo de la serie, el Mundo de la Magia. Fue destruido por un ser como Diabolos por el poder de la Diadema Eterna porque ella, la que finalmente se convirtió en Princesa de Platino, no quiso aceptarla por proteger a sus amigas que desaparecerían en cuanto se hiciera responsable de su cargo. Se culpa a sí misma por la pérdida de sus amigas y el resto de ciudadanos de su mundo, pero Yucie le hace ver que siempre han estado a su lado. Por ello, Yucie fue redimida de su maldición de aparentar 10 años.
Diabolos
Es el principal antagonista de la serie. Causó el colapso del sexto mundo, el Mundo de la Magia. El Rey de las hadas lo encerró en su interior transformándose en un árbol cuando trató de destruir el Mundo de las Hadas. Muere cuando las 5 candidatas unen su poder del corazón con la ayuda de Drago, Arc, los ciudadanos del Mundo de las Hadas y los servidores de las candidatas.

## Producción
Takami Akai, el diseñador de personajes de la saga de videojuegos de Princess Maker (también por Gainax), fue el diseñador de los personajes y el creador original de Yucie, la pequeña princesa. Por este motivo, hay muchos parecidos entre la serie y los personajes de la saga de videojuegos Princess Maker. La apariencia de Yucie está basada en Lisa, la hija de Princess Maker 3; la jueza en el capítulo final tiene la misma apariencia que María, la hija de Princess Maker 1; y la Reina Ercell tiene la misma apariencia que Olive, la hija de Princess Maker 2.
Además, Cube es el mayordomo en Princess Maker 2, Princes Maker 4 y Princess Maker 5. En el anime, Cube es también el mayordomo y tiene un diseño idéntico.

## Lista de capítulos
| No. | Título | Fecha original           |
| --- | --- | ------------------------ |
| 01  | "El nacimiento de una nueva candidata a Princesa de Platino." "A New Platinum Princess Candidate" "Tanjō! Purachina Purinsesu kōho" (誕生！プラチナプリンセス候補)                               | 30 de septiembre de 2002 |
| 02  | "Aparece una rival. Yucie va al colegio." "A Rival? Yucie Goes to School" "Raibaru toujou! Yuushi, gakkou e iku" (ライバル登場！ユーシィ、学校へ行く)                                            | 7 de octubre de 2002     |
| 03  | "Un primer trabajo emocionante." "Exciting First Job" "Dokidoki! Hajimete no arubaito!" (ドキドキ！初めてのアルバイト！)                                                                         | 14 de octubre de 2002    |
| 04  | "¿Qué voy a hacer? Pánico con la bola de pelo." "What'll I Do?! Hairball Panic" "Dōshiyō? Kedama panikku!" (どうしよう？毛玉パニック！)                                                          | 21 de octubre de 2002    |
| 05  | "Recuerdos... Un jardín de un tiempo lejano." "Memories... A Garden from a Time Far Away" "Memorii... Tooi hi no kaen" (メモリー･････遠い日の花園)                                               | 28 de octubre de 2002    |
| 06  | "¿Será posible? Un encuentro que llega por casualidad." "Could It Be Him? The Encounter Comes Without Notice" "Moshikashite!? Deai wa totsuzen yattekita" (もしかして！？出会いは突然やってきた) | 11 de noviembre de 2002  |
| 07  | "¿Miau? El mundo demonio lleno de gatos." "Oh, Meow? The Demon World is Full of Cats" "Nyanto? Makai wa neko bakari" (ニャンと？魔界はネコばかり)                                                | 18 de noviembre de 2002  |
| 08  | "¡Que brille la alumna que hay dentro de mí!" "Sparkle, the Me Within Myself" "Kirameite, watashi no naka watashi"(きらめいて、私の中のワタシ)                                                   | 25 de noviembre de 2002  |
| 09  | "Perfecta. Llega la princesa del cielo." "Perfection? Enter the Princess of Heaven" "Pāfekuto? Tenkai no hime genru!"(パーフェクト？天界の姫現る!)                                               | 2 de diciembre de 2002   |
| 10  | "Es el destino Reencuentro en la biblioteca." "Is it Destiny? The Library Re-Encounter" "Unmei? Saikai no raiburarii" (運命？再会のライブラリー)                                                 | 9 de diciembre de 2002   |
| 11  | "Encuentro con una chica en la playa donde se cumplen los deseos." "Thoughts Will Get There - The Girl I Met at the Beach" "Omoi wa todoku nagisa de deatta shōjo" (思いは届く 渚で出会った少女) | 16 de diciembre de 2002  |
| 12  | "Desafío. Triathón en el Cielo." "Challenge! Heaven Triathlon" "Chōsen! Tenkai toraiasuron" (挑戦！天界トライアスロ)                                                                             | 23 de diciembre de 2002  |
| 13  | "Romance. Una magia de amor instantánea." "Romance! The Magic of Love Arrives Without Notice" "Romansu! Koi no mahou wa totsuzen ni" (ロマンス！恋の魔法は突然に)                                | 30 de diciembre de 2002  |
| 14  | "Misterio tras misterio. La princesa del Mundo de las Hadas." "One Mystery After Another! The Fairy World Princess" "Nazo mata nazo! Yoseikai no purinsesu" (謎また謎！妖精界のプリンセス)       | 6 de enero de 2003       |
| 15  | "Nuevas miniprincesas. Nuevos deberes." "Petite Princesses Reborn! New Tasks" "Shinsei puchipuri! Aratanaru kadai" (新生ぷちぷり！新たなる課題)                                                  | 13 de enero de 2003      |
| 16  | "Fiesta de la cosecha. La decisión de Yucie." "Harvest Festival - Yucie's Decision" "Shūkakusai Yūshī no ketsui!" (収穫祭 ユーシィの決意)                                                        | 20 de enero de 2003      |
| 17  | "Gran fastidio. El mundo de las hadas está lleno de mentiras." "How Annoying! The Fairy World is Full of Lies" "Daimeiwaku! Yoseikai wa uso darake" (大迷惑！妖精界はウソだらけ)                 | 27 de enero de 2003      |
| 18  | "¡Que se inflamen los corazones de los sirvientes! Hay que salvar a Barizan." "Blazing Souls of Stewards! Save Balizan" "Moero shitsuji tamashī! Barizan o suku" (燃えろ執事魂！バリザンを救え)  | 3 de febrero de 2003     |
| 19  | "¿Qué desea? El amo es el señor Kensuke." "We're Here to Serve You! The Master is a Mr. Stubborn" "Go hōshi shimasu! Goshujin wa henkutsu-sama" (ご奉仕します！ご主人様はヘンクツ様)             | 10 de febrero de 2003    |
| 20  | "Confesión. Un baile sólo para dos." "Confession! A Ball for Two" "Kokuhaku! Futarikiri no budōkai" (告白！二人きりの舞踏会)                                                                     | 17 de febrero de 2003    |
| 21  | "Todas se reúnen. Una canción que une los corazones." "All Together! A Song to Join Their Hearts" "Zenin shuugou! Kokoro wo tsunagu utagoe" (全員集合！心をつなぐ歌声)                           | 24 de febrero de 2003    |
| 22  | "¿Lo has visto o no? Bienvenidas a la mansión fantasma." "Visible? Invisible? Welcome to the Haunted House" "Mieru? Mienai? Yūrei yashiki e irasshai" (見える？見えない！幽霊屋敷へいらっしゃい) | 3 de marzo de 2003       |
| 23  | "Que brillen los cinco corazones." "To the Fairy World... Light Up Those Five Souls" "Yoseikai e...Kagayake itsu!" (妖精界へ... 輝け５つの心)                                                    | 10 de marzo de 2003      |
| 24  | "La graduación. Unos sentimientos ocultos en el corazón." "Graduation... Thoughts Kept Within" "Sotsugyo...Mune ni himeta omoi!" (卒業…… 胸に秘めた思い！)                                       | 17 de marzo de 2003      |
| 25  | "El juicio final. La elección de la Princesa." "Final Scene! Princess Selection" "Saigo no sēnu! Purinsesu no sentaku" (最後のセーヌ！プリンセスの選択)                                          | 24 de marzo de 2003      |
| 26  | "La adulta que seré algún día." "To the Me Who Will Eventually Be an Adult" "Itsuka otona ni naru watashi e" (いつか大人になる私へ)                                                              | 24 de marzo de 2003      |